# Pfarrkirche Trabenreith

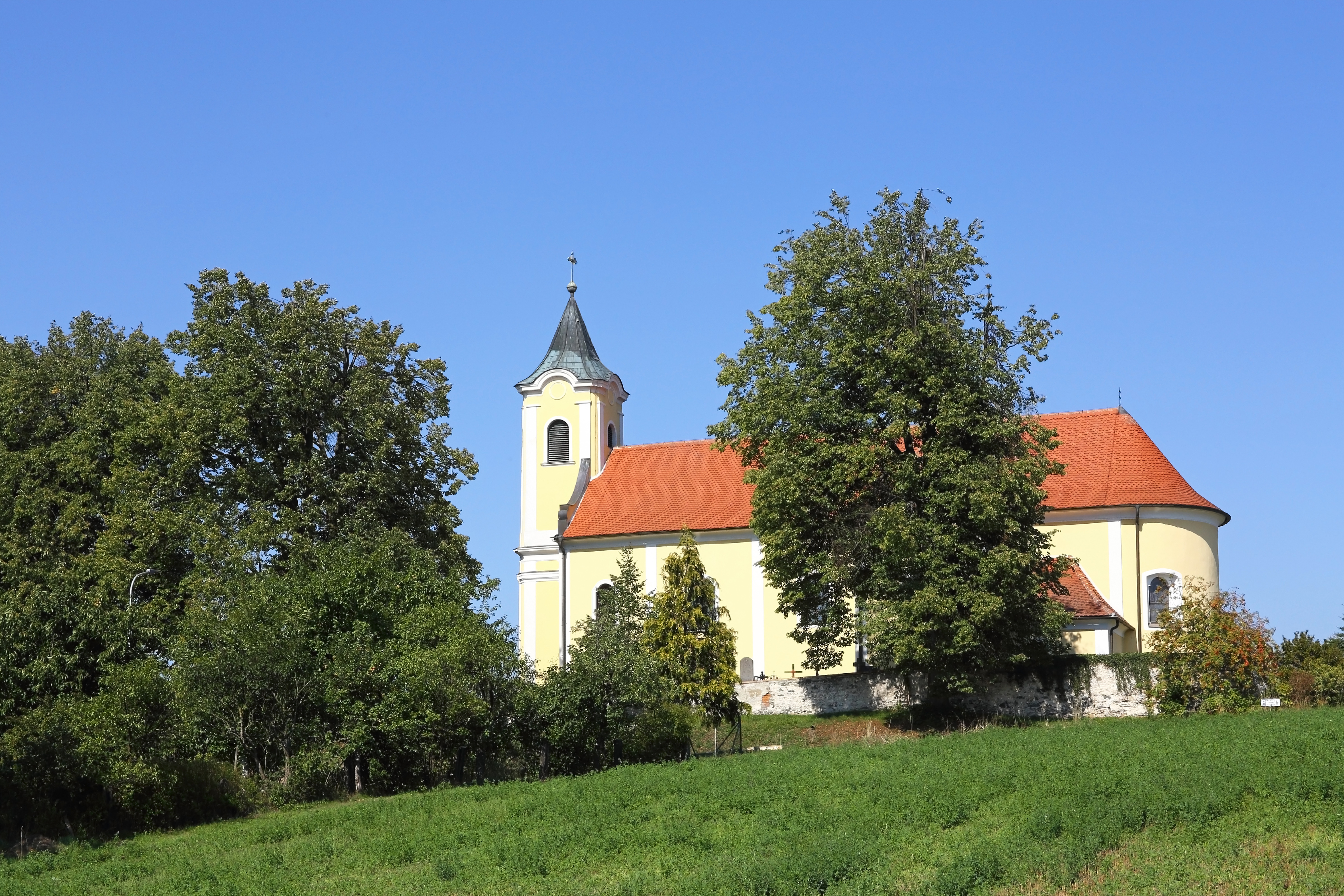
Katholische Pfarrkirche hl. Johannes Nepomuk in Trabenreith

Die römisch-katholische Pfarrkirche Trabenreith steht erhöht am Nordrand der Ortschaft Trabenreith in der Marktgemeinde Irnfritz-Messern im Bezirk Horn in Niederösterreich. Die dem Patrozinium hl. Johannes Nepomuk unterstellte Pfarrkirche – dem Stift Geras inkorporiert – gehört zum Dekanat Geras in der Diözese St. Pölten. Die Kirche steht unter Denkmalschutz (Listeneintrag).

## Geschichte
Die Kirche wurde von 1756 bis 1764 an der Stelle der ehemals 1729 erbauten Kapelle hl. Leonhard erbaut.
Die 1762 gegründete Pfarre wurde mit der Aufhebung vom Stift Pernegg 1783 dem Stift Geras inkorporiert.

## Architektur
Der spätbarocke Saalbau mit einem Westturm mit querschiffartigen Kapellenanbauten ist von einer Ummauerung umgeben.
Das Kirchenäußere zeigt einen schlichten Außenbau mit Lisenengliederung und Rundbogenfenstern. Der vorgestellte zweigeschoßige Turm mit Ecklisenen ist zwischen den geschwungenen Giebelschenkeln von Gesimsen unterteilt, er trägt über Uhrengiebeln ein Zeltdach aus 1802.
Das Kircheninnere zeigt ein dreijochiges Langhaus mit Querräumen und einen einjochigen Chor, ein Turmerdgeschoß und eine Sakristei, alle mit Stichkappentonne und Platzlgewölben, im Langhaus zwischen Gurten auf konsolartig zulaufenden Pilastern. Die tonnenunterwölbte Westempore hat eine gemauerte vorschwingende Brüstung.
Die figuralen Glasmalereien entstand um 1899 und 1960.

## Ausstattung
Der neugotische Hochaltar trägt die Figuren der Heiligen Johannes Nepomuk zwischen Norbert und Augustinus.
Es gibt Leinwandbilder der Heiligen Rochus, Sebastian, Rosalia und Madonna um 1700.
Die Orgel entstand um 1780. Eine Glocke nennt Ferdinand Drackh 1728.